# Jahana Hayes
Jahana Hayes, née le 8 mars 1973 à Waterbury dans le Connecticut, est une professeure et femme politique américaine, membre du Parti démocrate.
Elle a reçu le prix du professeure de l'année le 3 mai 2016 décerné par Barack Obama. Elle est élue en novembre 2018 pour le Connecticut à la Chambre des représentants des États-Unis à l'occasion des élections de mi-mandat. Elle devient la première représentante noire du Connecticut et fait partie avec la représentante Ayanna Pressley du Massachusetts de la première délégation de Nouvelle-Angleterre avec des représentantes noires au Congrès.

## Biographie
Jahana Flemming est née le 8 mars 1973 à Waterbury dans le Connecticut. Elle grandit dans un milieu défavorisé en logement social et dans un environnement marqué par les violences et la présence de la drogue. Elle tombe enceinte à 17 ans seulement. À la suite de cela, elle décide de s'orienter vers une Alternative school (en). Elle entame ses études sept ans après sa grossesse. Excellente étudiante, elle est la première membre de sa famille à obtenir un diplôme universitaire.

## Carrière d'enseignante
Elle commence sa carrière à la Southbury Training School (en) en 2004. Ensuite, elle enseigne pendant onze ans l'histoire et la géographie à la John F. Kennedy High School (en),. Durant toute sa carrière, elle fut toujours impliquée auprès de ses élèves, ce qu'elle explique de par sa propre origine sociale, afin d'accompagner leur construction citoyenne.
En 2016, elle est désignée enseignante de l'année sur un panel de plus d'une centaine de professeurs à travers les États-Unis. Grâce à l'obtention de cette récompense, elle obtient une année de congé sabbatique financée et parrainée par le département d'État. Elle parcourt les États-Unis et l'Afrique pour partager son expérience.

## Parcours politique
Le 2 mai 2018, elle annonce sa candidature à la primaire du Parti démocrate dans le 5e district du Connecticut. Elle reçoit très vite le soutien du sénateur de l'État Chris Murphy. Néanmoins, elle n'obtient pas le soutien de l'appareil fédéral du Parti démocrate ni dans le Connecticut à l'issue d'un vote controversé,. Elle reçoit alors le soutien de la sénatrice de Californie Kamala Harris, ce qui contribue à relancer sa campagne. Néanmoins, sa campagne fut très difficile du fait d'un manque de moyens et de donateurs. Le 14 août 2018, elle remporte la primaire par 62% des suffrages exprimés,. Après sa victoire à la primaire, elle reçoit le soutien de Barack Obama et de Joe Biden avec qui elle tiendra un meeting commun. Le 6 novembre 2018, elle remporte l'élection de mi-mandat contre le candidat du Parti républicain Manny Santos par près de 56% des suffrages. Elle devient la première représentante noire du Connecticut au Congrès. Elle fait partie des 116 femmes élues au Congrès, ce qui constitue le record historique depuis l'adoption du 19e amendement en 1920.
Elle prête serment devant Nancy Pelosi le 3 janvier 2019 lors de la séance inaugurale du 116e congrès en présence de son mari et de ses enfants. Elle souhaite favoriser l'implication du département de l'Éducation dans le financement de l'école publique au niveau fédéral afin de favoriser un meilleur accès à l'éducation, ainsi que d'améliorer le contrôle des armes à feu. Elle a d'ailleurs pris position contre le port d'armes à feu pour les professeurs dans les écoles. Elle parraine la sénatrice Kamala Harris dans le cadre des primaires du Parti démocrate de 2020. Elle est réélue pour un second mandat à la Chambre lors des élections de 2020. Elle est alors mentionnée comme une potentielle Secrétaire à l'Éducation des États-Unis dans l'administration Biden, mais Miguel Cardona lui est préféré.
Lors des élections de 2022, son district fait partie des cibles prioritaires des républicains, mais elle parvient tout de même à remporter de justesse un troisième contre l'ancien sénateur d'État républicain George Logan.
Le 31 mai 2023, elle fait partie des 46 démocrates qui votent contre le Fiscal Responsibility Act of 2023, le projet de loi résultant de l'accord entre Joe Biden et Kevin McCarthy pour mettre fin à la crise du plafond de la dette.
De nouveau confrontée à George Logan lors des élections de 2024, elle remporte un quatrième mandat, avec une marge plus importante qu'en 2022.

## Historique électoral
| Année | Jahana Hayes | Républicain | Write-in |
| ----- | ------------ | ----------- | -------- |
| Année |              |             |          |
| 2018  | 55,87 %      | 44,12 %     | 0,01 %   |
| 2020  | 55,1 %       | 43,5 %      | 1,4 %    |
| 2022  | 50,39 %      | 49,61 %     | —        |
| 2024  | 53,40 %      | 46,58 %     | 0,02 %   |